# Condado de Lawrence (Tennessee)
El condado de Lawrence (en inglés: Lawrence County), fundado en 1817, es uno de los 95 condados del estado estadounidense de Tennessee. En el año 2000 tenía una población de 39.926 habitantes con una densidad poblacional de 25 personas por km². La sede del condado es Lawrenceburg.

## Geografía
Según la Oficina del Censo, el condado tiene un área total de 1600 km² (617,8 mi²), de la cual 1598 km² (617 mi²) es tierra y 2 km² (0,8 mi²) es agua.

### Condados adyacentes
- Condado de Lewis (norte)
- Condado de Maury (noreste)
- Condado de Giles (este)
- Condado de Lauderdale sur
- Condado de Wayne oeste

## Demografía
En el 2000 la renta per cápita promedia del condado era de $30,498, y el ingreso promedio para una familia era de $35,226. El ingreso per cápita para el condado era de $15,848. En 2000 los hombres tenían un ingreso per cápita de $27,742 contra $20,928 para las mujeres. Alrededor del 14.60% de la población estaba bajo el umbral de pobreza nacional.

## Lugares

### Ciudades y pueblos
- Ethridge
- Iron City
- Lawrenceburg
- Loretto
- St. Joseph
- Summertown
- Appleton

### Principales carreteras
- U.S. Highway 43/ Tennessee State Route 6
- U.S. Highway 64/ Tennessee State Route 15
- Natchez Trace Parkway